# Trávníček (Bílá)
Trávníček (německy Trawnitschek) je vesnice ležící v údolí řeky Mohelky čtyři kilometry jihovýchodně od Českého Dubu. Je součástí obce Bílá v okrese Liberec. Skládá se ze dvou částí – Doleního Trávníčku a Hořeního Trávníčku, zástavba je však rozptýlena v údolí podél silnice v délce přes jeden kilometr. Název vesnice pravděpodobně označuje místo, kde hojně roste tráva. Samostatnou obcí byl Trávníček až do počátku padesátých 20. století. V Hořením Trávníčku se nachází hospoda U Marušků, obnovený Beranův hostinec a výkrmna prasat.

## Historie
První písemná zmínka o vesnici pochází z roku 1547.

## Obyvatelstvo
V roce 1900 měl Trávníček 20 domů a 98 českých obyvatel. Jediným spolkem v Trávníčku je sbor dobrovolných hasičů, který má stříkačky PPS 8 a PPS 12.

## Doprava
Vesnicí prochází od západu k východu silnice III/27710 od křižovatky se silnicí II/277 v Libíči údolím Mohelky do Radimovic. Z ní odbočuje v Dolením Trávníčku silnice III/27711 severním směrem přes Hradčany do Českého Dubu a po necelých 600 metrech v Hořením Trávníčku silnice III/27712 jižním směrem do Sedlíštěk. Spojení veřejnou dopravou je zajištěno linkovými autobusy. Nejbližší železniční stanice Sychrov je v pět kilometrů vzdálených Radimovicích.

## Pamětihodnosti
- památkově chráněný Beranův hostinec (če. 14, v péči spolku Dubáci[4])
- Lípa v Trávníčku (památný strom) na návsi v Dolením Trávníčku, se soškou Jana Nepomuckého a zvonem zavěšeným v koruně
- několik dalších staveb lidové architektury

## Fotogalerie

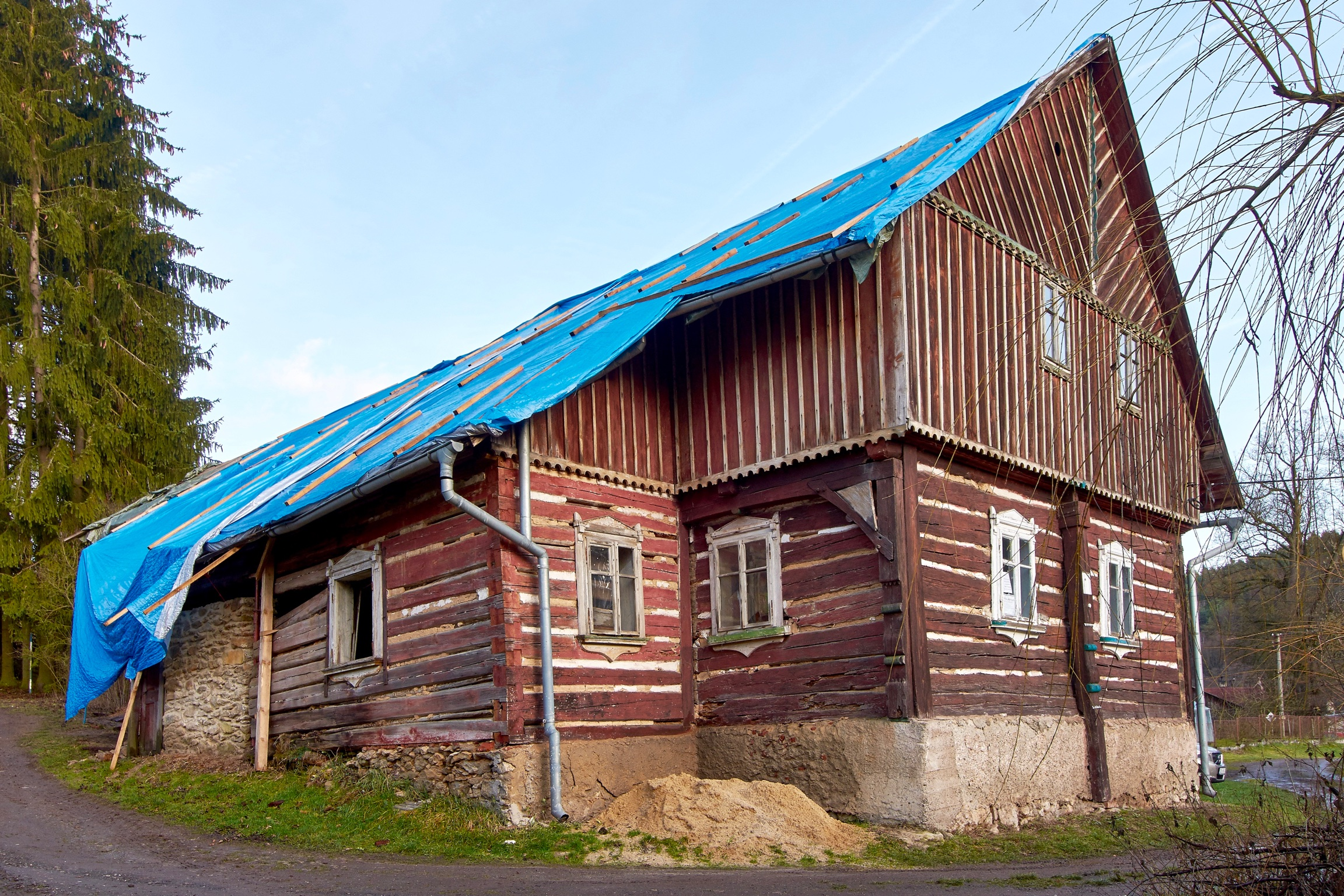
Památkově chráněný Beranův hostinec če. 14
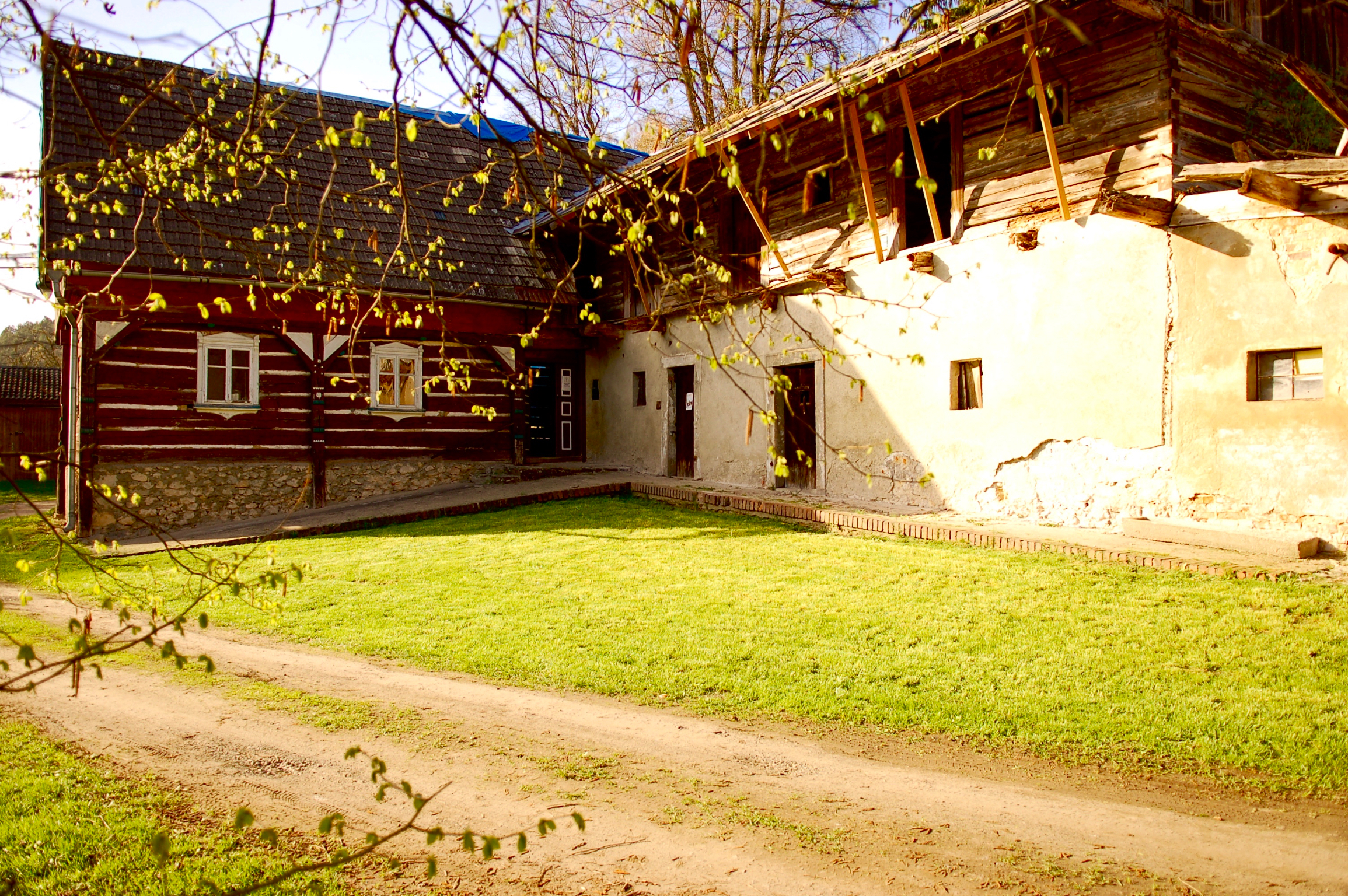
Beranův hostinec po dílčích opravách